# Watsonidia reimona
Watsonidia reimona är en fjärilsart som beskrevs av William Schaus 1933. Watsonidia reimona ingår i släktet Watsonidia och familjen björnspinnare. Inga underarter finns listade i Catalogue of Life.